# AMPA
AMPA (α-amino-3-hydroxy-5-methyl-4-isoxazolpropionová kyselina) je sloučenina , která je specifickým agonistou pro AMPA receptor.
Existuje několik typů glutamátergních iontových kanálů v centrální nervové soustavě zahrnující kanály pro AMPA, kainovou kyselinu a N-methyl-D-asparagovou kyselinu (NMDA). V synapsích tyto receptory slouží různým účelům. AMPA může být použita v experimentech k rozlišení aktivity jednotlivých receptorů s cílem pochopit jejich rozdílné funkce. AMPA generuje rychlý excitační postsynaptický potenciál (EPSP). AMPA aktivuje AMPA receptory , které jsou neselektivní kationtové kanály umožňující průchod Na+ a K+ , a proto mají rovnovážný potenciál blízký 0 mV.